# Заммит, Темистоклес
Сэр Темистоклес (Теми) Заммит (мальт. Themistocles (Temi) Zammit, 30 сентября 1864 — 2 ноября 1935) — мальтийский археолог, историк, писатель, профессор химии и врач.
В 1920—1926 — ректор Мальтийского университета и первый директор Национального музея археологии Мальты в Валетте.

## Биография
Получив медицинское образование в Мальтийском университете, Т. Заммит специализировался в бактериологии в Лондоне и Париже. В 1905 г. он опубликовал исследование о передаче бруцеллёза (B. melitensis), присутствующего в крови козы, человеку через козье молоко, что помогло преодолеть эпидемию этой болезни на Мальте (до этого получившей печальную известность как «мальтийская лихорадка») и за что он получил звание рыцаря.
Заммит также был автором ряда литературных произведений на мальтийском языке, за что Оксфордский университет пожаловал ему степень доктора литературоведения Honoris Causa. Также он опубликовал «Историю Мальтийских островов» и провёл раскопки ряда важнейших археологических памятников Мальты, таких, как подземное святилище Хал-Сафлиени и мегалитические храмы Таршиен, Хаджар-Ким и Мнайдра, которые позднее были включены в список Всемирного наследия ЮНЕСКО.
Помимо важных археологических открытий, которые привлекли к Мальте внимание историков мира, Т. Заммит внёс важный вклад в методологию археологических исследований. Его портрет изображён на мальтийской монете 1973 г. в 1 фунт. Изображён на почтовых марках Мальты 1963 и 1994 года.